# Richard Lebküchner
Richard Friedrich Ernst Theodor Lebküchner (* 2. März 1902 in Neuenstadt am Kocher; † 10. August 1981 in Fürstenfeldbruck) war ein deutscher  Geologe und als Gestapobeamter  in Breslau sowie ab April 1942 in München eingesetzt, wo er als SS-Sturmbannführer und Kriminalrat das Referat II E (Wirtschaft; Ausländer; Führerschutzdienst) der Gestapoleitstelle führte, das sich vornehmlich mit den in Deutschland eingesetzten  Fremd- und Ostarbeitern in polizeilicher Hinsicht befasste.

## Herkunft und Studium
Lebküchner wuchs in Neuenstadt am Kocher auf, wo sein Vater Friedrich als Medizinalrat tätig war. Seine Mutter Helene war eine geborene Rasch. Nach dem Besuch des Realgymnasiums in Ulm nahm Lebküchner ein naturwissenschaftliches Studium mit dem Schwerpunkt Geologie an der Universität Tübingen auf, das er an den Universitäten  Göttingen und München fortsetzte. Während seines Studiums in Göttingen wurde er 1922 Mitglied der Schwarzburgbund-Verbindung Burschenschaft Germania. Nach seiner Promotion in Tübingen im November 1928 vertrat er vom 1. Juni bis 30. September 1929 den ersten Assistenten und Konservator Prof. Dr. Otto Pratje am Geologisch-paläontologischen Institut der Universität Königsberg und fand dort anschließend eine Anstellung.
Geprägt durch seine Berührung mit den Ideen der völkischen Studentenbewegung, trat Lebküchner zum 1. Oktober 1930 der NSDAP (Mitgliedsnummer 341.939) und am 15. Dezember 1930 der SA aus innerer Überzeugung bei.
Als sein Arbeitsverhältnis am Geologisch-paläontologischen Institut der Universität Königsberg am 31. Juli 1931 endete und sich für Lebküchner keine neue Arbeitsstelle fand, betätigte er sich vornehmlich als Zellenleiter und Kreisgeschäftsführer Königsberg-Stadt für die Partei. Konflikte mit dem ostpreußischen Gauleiter Erich Koch veranlassten Lebküchner sich der Allgemeinen SS (SS-Nummer 4.175) zuzuwenden, in der er zunächst als einfacher SS-Mann und Schreiber im Büro des I. Sturmbanns tätig war.

## Bei der Gestapo
Da auch nach der Machtübernahme der Nationalsozialisten eine Stelle als Geologe nicht zu finden war, bewarb er sich bei der neu gegründeten Preußischen Geheimen Staatspolizei, bei der er am 2. Dezember 1933 als Angestellter der Kriminalpolizei den Dienst bei der Staatspolizeistelle Elbing aufnahm. Im Frühjahr 1935 wurde Lebküchner nach Absolvierung eines siebenmonatigen Lehrgangs im Rang eines Kriminalkommissars bei der Grenzpolizei Marienburg als Leiter des Grenzdienstes eingesetzt. Versetzt zur Staatspolizei Breslau übernahm er ab 1. Oktober 1936 dort das Referat II B (Kirchen und Sekten). Ab April 1938 war er an der Grenzpolizeischule Pretzsch als Ausbilder für Grenzpolizeikunde tätig. In dieser Schule wurde auch das Personal für die Einsatzgruppen der Sicherheitspolizei und des SD aufgestellt und ausgebildet. Lebküchner selbst wurde weder zur Wehrmacht noch zum Dienst in den Einsatzgruppen beim Überfall auf Polen herangezogen. Er empfand dies als Zurücksetzung und die Begründung, dass er nicht die militärische Vorbildung und vor allem nicht die genügende Härte für den Einsatz habe, als Kränkung seines Selbstwertgefühls. Wahrscheinlich zwei Sicherheitspolizeieinsätze in Polen und Jugoslawien wurden allerdings mit dem Kriegsverdienstkreuz mit Schwertern am 30. Januar 1942 honoriert; also für besondere Verdienste Lebküchners im rückwärtigen Frontgebiet. Aufgrund seiner SS-Mitgliedsnummer unter 5000 war er Träger des Totenkopfringes. Seine SS-Laufbahn verlief im Übrigen reibungslos. Am 9. November 1936 wurde er zum SS-Obersturmführer befördert, am 9. November 1940 zum SS-Hauptsturmführer und am 30. Januar 1944 zum SS-Sturmbannführer.
Lebküchner blieb auch nach Verlegung der Polizeischule zur Sicherheitspolizeischule Drögen in Fürstenberg/Havel im Oktober 1941 bis zu seiner Versetzung zur Gestapoleitstelle München im April 1942 dort.

## Leiter des Referates II E der Gestapoleitstelle München
In München wurde Lebküchner mit der Leitung des Referates II E der Gestapoleitstelle betraut. Diese wurde von dem etwa zeitgleich mit Lebküchner nach München versetzten Oswald Schäfer geleitet und war im Wittelsbacher Palais in der Brienner Straße 50 (heute 20) untergebracht. Dieses in die Unterabteilungen II E (A) – Ausländer, II E (R) Ostarbeiter, II E (P) Polen und Protektoratsangehörige und II E (K) – Verbotener Umgang mit Kriegsgefangenen gegliederte Referat befasste sich schwerpunktmäßig mit der Bekämpfung von Disziplinwidrigkeiten der Fremd- und Ostarbeiter und deren repressiven Überwachung zur „Erhaltung der Staatssicherheit“. Das Spektrum reichte von Arbeitsvertragsbrüchen bis zur Arbeitssabotage. Angesichts von sechs Millionen ausländischer Arbeiter in der deutschen Industrie und Landwirtschaft (Stand September 1944), setzte die für eine umfassende Kontrolle personell völlig unterbesetzte Gestapo auf das Prinzip Abschreckung durch drakonische Strafen. Sanktionierungsmaßnahmen für Polen und Ostarbeiter, die auf der untersten Stufe der vom Reichssicherheitshauptamt (RSHA) festgelegten rassistischen Hierarchie standen, wurden durch zwei Erlasse  vom 23. Oktober und 5. November 1942 mit Wirkung vom 1. Januar 1943 der Polizeiexekutive übertragen. Den Gestapobeamten war damit weitgehende Handlungsfreiheit eingeräumt, von der je nach Naturell der Befugten extensiv oder restriktiv Gebrauch gemacht werden konnte. Lebküchner gehörte zu den Gestapobeamten, die ihre Kompetenzen weitgehend zum Nachteil der Beschuldigten ausnutzten. Nach Aussagen ehemaliger Gestapobeamter fiel er durch besondere Grausamkeit auf, so dass er als „Tyrann der Gestapo München“ bekannt wurde und den  Beinamen „Münchner Nero“ erhielt. Zitat eines Häftlings:
„Der Gesamteindruck, den ich von Dr. Lebküchner hatte, war der, dass er ein in jeder Hinsicht gemeiner sadistischer Mensch war.“
In den Augen seiner Kollegen galt er als ehrgeiziger Streber.
In den Aufgabenbereich Lebküchners fiel auch die sogenannte „Sonderbehandlung“, also die Exekution von polnischen oder sowjetischen Straftätern. Die Entscheidung hierüber wurde vom RSHA getroffen, die örtlichen Gestapobeamten hatten jedoch die Straftaten dem RSHA zu melden und eine Strafe vorzuschlagen. Die Staatsanwaltschaft München konnte Lebküchner nach dem Krieg 36 Fälle von „Sonderbehandlungen“ in seiner Amtszeit nachweisen, der 53 Menschen zum Opfer fielen. 13 Exekutionen leitete Lebküchner persönlich.
Auf eine Initiative Lebküchners ging die als „Kurzbehandlung“ bezeichnete Züchtigung der Delinquenten durch Schläge mit einem Ochsenziemer zurück. Diese Art der Bestrafung kam für kleinere Verfehlungen gegen die Arbeitsdisziplin, gestuft bis zu 75 Hieben zur Anwendung, wenn der Beschuldigte dringend an seinem Arbeitsplatz gebraucht wurde und damit eine Polizei- oder Arbeitserziehungslagerhaft nicht in Betracht kam.

## Nach dem Krieg
Am 14. Mai 1945 wurde Lebküchner von den Amerikanern verhaftet und bis zum 13. Juli 1948 in verschiedenen Lagern interniert.
Von der Spruchkammer München wurde er im Rahmen der Entnazifizierung am 12. Juli 1948 als Hauptschuldiger in die Gruppe I eingestuft
„weil er Ausländer völkerrechtswidrig behandelt hat und der nationalsozialistischen Gewaltherrschaft durch seine Tätigkeit als Kriminalrat ausserordentliche Unterstützung gewährte und bei der Gestapo für die nationalsozialistische Gewaltherrschaft aktiv tätig war.“
Die Strafe von drei Jahren Arbeitslager galt allerdings durch seine Internierungshaft als verbüßt. Eine Berufung seiner Anwälte, Joseph Weisgerber und Hermann Orth, welche forderten ihn in die Gruppe III (Minderbelasteter) einzustufen, zog Lebküchner wieder zurück.
Eine erneute Anklage mit Untersuchungshaft im August 1949 „wegen gemeinschaftlich begangener Verbrechen der Beihilfe zum Todschlag und gemeinschaftlich begangener Vergehen der Körperverletzung“ endete vor dem Schwurgericht München I mit einem Freispruch Lebküchners sowie seines ehemaligen Vorgesetzten Oswald Schäfer. Die Revision der Generalstaatsanwaltschaft des Oberlandesgerichts München führte dann allerdings am 29. Mai 1951 zu einer Verurteilung Lebküchners zu zwei Jahren und sechs Monaten Gefängnis. Der Haftbefehl wurde nach Anrechnung der vorherigen Haftstrafen aufgehoben. Die Generalstaatsanwaltschaft ging erneut in Revision, woraufhin der 1. Strafsenat des Bundesgerichtshofes das Urteil am 14. Oktober 1952 aufhob. Das Landgericht München I sprach Lebküchner am 30. September 1954 von der Anklage der Beihilfe zum Totschlag aus Mangel an Beweisen frei.
Im April 1952 hatte Lebküchner wieder eine Arbeit als Geologe gefunden, so dass er nach Zeiten der Erwerbslosenunterstützung nunmehr seine Frau und seine sieben Kinder selbst unterhalten konnte. Im folgenden Jahr bewarb er sich bei der Generaldirektion der Maden Tetkik ve Arama Enstitüsü in Ankara für die geologisch-kartografische Erfassung des türkischen Staatsgebietes. Im Sommer 1953 reiste Lebküchner mit Erlaubnis der Justizbehörden in die Türkei aus. Seine Familie folgte ihm 1955. Der noch verbliebene Strafrest von sechs Monaten wurde entsprechend seinem Gnadengesuch am 3. November 1955 bis zum 31. Dezember 1958 ausgesetzt.
Erst am 15. Mai 1970 kehrte Lebküchner wieder nach Deutschland zurück, wo er am 10. August 1981 in Fürstenfeldbruck verstarb.
Zu keiner Zeit fand Lebküchner sich zu einer kritischen Reflexion seiner Gestapotätigkeit bereit:
„Ein brutales oder verwerfliches Verhalten habe ich nie an den Tag gelegt. Ich habe mich auch niemals eines Verbrechens gegen die Menschlichkeit schuldig gemacht in der Behandlung von ausländischen Arbeitern.“